# William Ponsonby (1er baron Ponsonby)
William Brabazon Ponsonby (15 septembre 1744 - 5 novembre 1806) est un homme politique irlandais de premier plan au sein du parti whig, membre de la Chambre des communes irlandaise et, après 1800, du Parlement du Royaume-Uni. Il est le fils de l'hon. John Ponsonby, président de la Chambre des communes irlandaise et Lady Elizabeth Cavendish, fille du 3e duc de Devonshire. Il est investi en tant que conseiller privé d'Irlande en 1784. Il exerce les fonctions de ministre des Postes d'Irlande (1784-1789).

## Carrière politique
Il fait ses études au Trinity College, à Cambridge . Il représente la ville de Cork entre 1764 et 1776, puis Bandonbridge entre 1776 et 1783. Il est le chef d'un puissant groupe familial composé de dix à quatorze députés, le deuxième en importance à la Chambre des communes irlandaise. Pendant la crise de régence de 1788-1789, il donne son soutien au prince de Galles, opposé à William Pitt le Jeune. En conséquence, il est renvoyé de ses fonctions de ministre des Postes. Par la suite, il s’aligne définitivement avec Charles James Fox et, avec son frère George Ponsonby, rassemble les différents petits groupes de whigs irlandais en une opposition unifiée. Comme pour leurs homologues anglais, leur objectif ultime est de rétablir l'influence des classes propriétaires fonciers aux dépens de la couronne. Il s'engage en faveur de la cause de l'Émancipation des catholiques, pour s'assurer du soutien d'une population fidèle, à une époque d'agitation radicale et de possible invasion étrangère.
La coalition de Pitt avec les whigs de William Cavendish-Bentinck (3e duc de Portland) en juillet 1794 et la nomination consécutive de William Fitzwilliam (4e comte Fitzwilliam) au poste de Lord lieutenant d'Irlande donnent à Ponsonby et à ses alliés l’occasion de reprendre ses fonctions. Il est sur le point de devenir secrétaire d'État irlandais et siège au banc du Trésor. En 1795, cependant, il semble avoir persuadé FitzWilliam de démettre John Beresford (homme politique) de son poste de premier commissaire aux revenus pour cause de corruption présumée, apparemment pour se venger de ses relations politiques antérieures. La crise politique qui s'ensuit conduit en 1795 à la destitution rapide de FitzWilliam, au rétablissement de Beresford et au retour humiliant de Ponsonby dans l'opposition.
Ponsonby est l'un des principaux opposants à l'union entre l'Irlande et la Grande-Bretagne. En 1783, il représente Newtownards et le comté de Kilkenny. Il choisit cette dernière circonscription et siège de 1783 jusqu'à l'entrée en vigueur de l'Acte d'Union en 1801. Il fait ensuite partie de l'opposition Foxite Whig à la Chambre des communes de Westminster, votant contre les ministères d'Henry Addington et de Pitt et en faveur du prince de Galles et de l'émancipation des catholiques. Son influence décline cependant et, en 1803, son frère, George, est le dirigeant effectif des whigs irlandais.

## Pairie
Au moment où Charles James Fox reprend ses fonctions en 1806 en tant que membre du Ministère de tous les talents de Grenville, la santé de Ponsonby est mauvaise, si bien que son épouse plaide de toute urgence pour réclamer une pairie, arguant que son opposition au Regency Bill et à l’Union et son ferme soutien aux Foxites de Westminster la justifient. Il est élevé à la pairie du Royaume-Uni le 13 mars 1806. Il est titré baron Ponsonby, d'Imokilly dans le comté de Cork, bien que d'autres sources l'appellent généralement comme "baron Ponsonby d'Imokilly". Il meurt à Seymour Street à Londres le 5 novembre 1806 et est enterré en Irlande.

## Famille

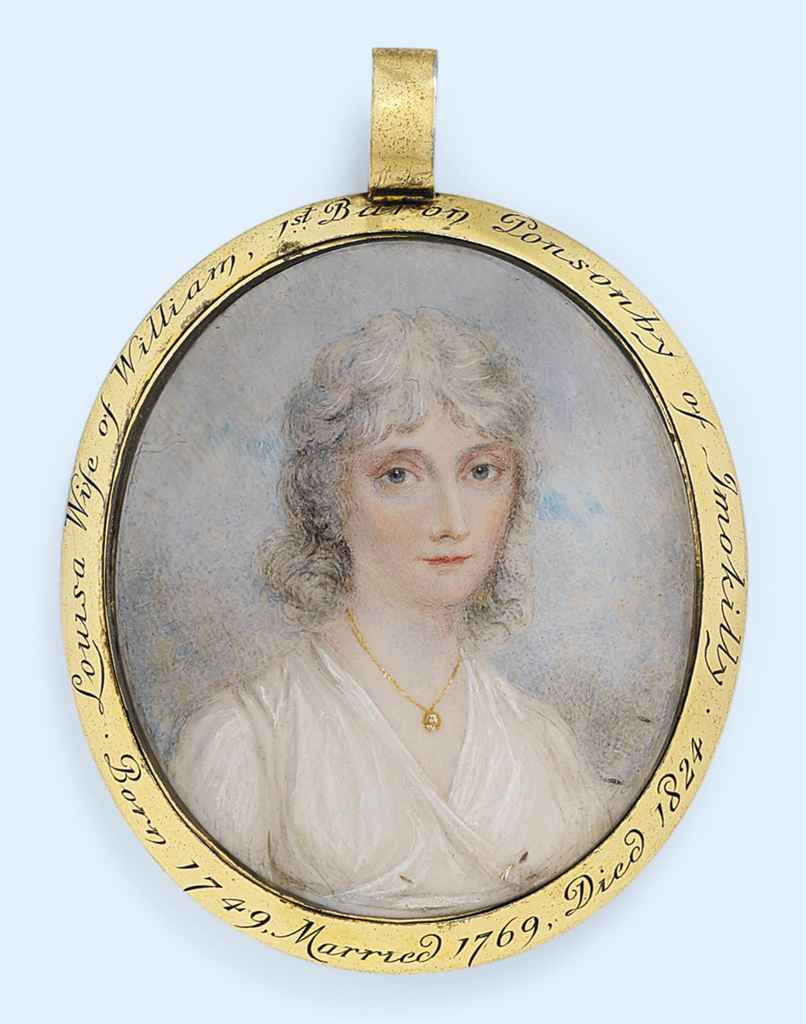
Louisa, baronne Ponsonby d'Imokilly (1749-1824)

En 1769, Ponsonby épouse Louisa Molesworth (1749-1824), quatrième fille de Richard Molesworth (3e vicomte Molesworth), et sa deuxième épouse, Mary Usher. Ils ont cinq fils, dont quatre hommes notables et une fille.
1. John Ponsonby, 1er vicomte Ponsonby, diplomate
2. L'hon. Sir William Ponsonby, un major général de l'armée, tué à la bataille de Waterloo
3. Richard Ponsonby, devenu évêque de Killaloe et Kilfenora en 1828, Derry en 1831 et Derry et Raphoe en 1834;
4. George Ponsonby (1773-1863) député et premier Lord du trésor.
5. Mary Ponsonby mariée au premier ministre, Charles Grey (2e comte Grey).